# Koos de Muinck
Koos de Muinck  (Maassluis, 31 maart 1963) is een Nederlandse componist, woonachtig in België.

## Studie
De Muinck volgde compositielessen bij Loek Hautus aan het Arnhems Conservatorium (tegenwoordig ArtEZ) en studeerde af in de musicologie aan de Universiteit Utrecht.

## Werk (selectie)
Hij schreef in opdracht van het Margiono Quintet, bestaande uit Charlotte Margiono (sopraan) en vier musici uit het Koninklijk Concertgebouworkest, te weten Marijn Mijnders (viool), Susanne Jaspers (viool), Gert Jan Leuverink (altviool) en Yke Viersen (cello), een liederencyclus op teksten van Vasalis.
In samenwerking met het dick bruna huis en Opera Tralala schreef hij een kinderopera op basis van het boek Poesje Nel van Dick Bruna.
Voor het kamerorkest TY componeerde de Muinck Winter to Spring dat in première werd gebracht in de Zeeuwse Concertzaal.
De Muinck werkt daarnaast samen met (gevorderde) amateurensembles. Voor het UMA-Kamerorkest schreef hij het orkestwerk Sicut Cervus en voor vrouwenkoor Medusa schreef de Muinck twee koorcycli, waaronder Nature, een koorcyclus op basis van teksten van Emily Dickinson en John Clare.
Werk van De Muinck werd uitgezonden door de AVRO, Klara, de Concertzender en door AVROTROS in het radioprogramma De Klassieken op NPO Radio 4.

## Stijl
De Muinck schrijft tonale muziek, gebaseerd op de klassieke vormen en compositietechnieken. Daarnaast integreert hij in zijn muziek hedendaagse muzieksoorten zoals folk, popmuziek en jazz. De Muincks harmoniegebruik is ontleend aan het muzikaal impressionisme, waarbij harmonieën in mindere mate functioneel zijn, maar vooral als kleur gebruikt worden.

## Cd’s
- Strings Attached[7]
- Continuüm[7]